# 白金站
白金站（日语：／ Shirokane eki */?）是位於岐阜縣關市下白金，名古屋鐵道美濃町線的車站（廢站）。此站設有數班來自岐阜方向的列車以此站作終點站。

## 歷史
此站在1911年，美濃電氣軌道路線開通時同時啟用。並於2005年4月1日，美濃町線全線廢除時，此站也被廢除。
- 1911年（明治44年）2月11日 - 美濃電氣軌道神田町站（後來名為岐阜柳瀨站）至上有知站（後來名為美濃站）之間開通，此站啟用[3][4][5]。
- 1930年（昭和5年）8月20日 - 美濃電氣軌道與名古屋鐵道（第一代。同年中改名為名岐鐵道，在1935年起再改名為名古屋鐵道）合併。成為名古屋鐵道的美濃町線車站[3]。
- 約1955年（昭和30年） - 成為無人車站[6]。
- 2005年（平成17年）4月1日 - 美濃町線全線廢除，此站也同時廢除[4][5]。

## 車站構造
截至車站廢除前，此站是地面車站，設有2面2線的相對式月台。此站為無人車站。月台地台比較低。在關方向路軌為一線通過結構。岐阜方向月台上設有候車室。在各月台的東邊設有平交道，連接兩座月台。現時在月台之間的路軌遺址安裝了太陽能板。

### 配線圖
| ← 徹明町方向    | 白金站 站內配線略圖 | → 新關方向 |
| 图例 参考文献： |                     |            |

## 使用狀況
- 在中提及在1992年度，當時1日平均上下車人次為563人，為除岐阜市內線均一車費區間內各站（岐阜市內線、田神線、美濃町線徹明町站至琴塚站之間）外名鐵所有車站（342站）中排名第269，美濃町線日野橋至美濃之間（14站）排名第4[2]。

## 車站周邊
在車站西方600米處設有長良川的支流津保川與美濃町線鐵橋。該處為拍攝美濃町線的勝地。另外，在舊站前設有關市內巡回巴士若草·小金田線的長谷部商店前巴士站。
- 關山田簡易郵局

## 相鄰車站
名古屋鐵道
■美濃町線
上芥見－白金－小屋名

## 注腳
1. ↑  國土地理院2.5萬地形圖「岐阜北部」，1992年(平成4年)修正版。
2. 1 2  名古屋鐵道廣報宣傳部（編）. . 名古屋鐵道. 1994: 651–653.
3. 1 2  . 鄉土出版社（日语：郷土出版社）. 1997: 219–230. ISBN 4-87670-097-4 （日语）.
4. 1 2  “岐阜線”各線停車場一覧 美濃町線、p.143。
5. 1 2  今尾惠介（監修）.  7 東海. 新潮社. 2008: 51–52. ISBN 978-4-10-790025-8 （日语）.
6. ↑  名古屋鉄道広報宣伝部（編）. . 名古屋鐵道. 1994: 880 （日语）.
7. ↑  廃線路線主要駅の今昔 美濃町線、p.106。
8. ↑  電氣車研究會（日语：電気車研究会），《鐵道畫刊（日语：鉄道ピクトリアル）》通卷第473號 1986年12月 臨時增刊号 「特集 - 名古屋鐵道」，附圖「名古屋鐵道路線略圖」
9. ↑   (PDF). 關市. 2023-04-01  [2023-05-05]. （原始内容存档 (PDF)于2023-05-05） （日语）.